# Pluot

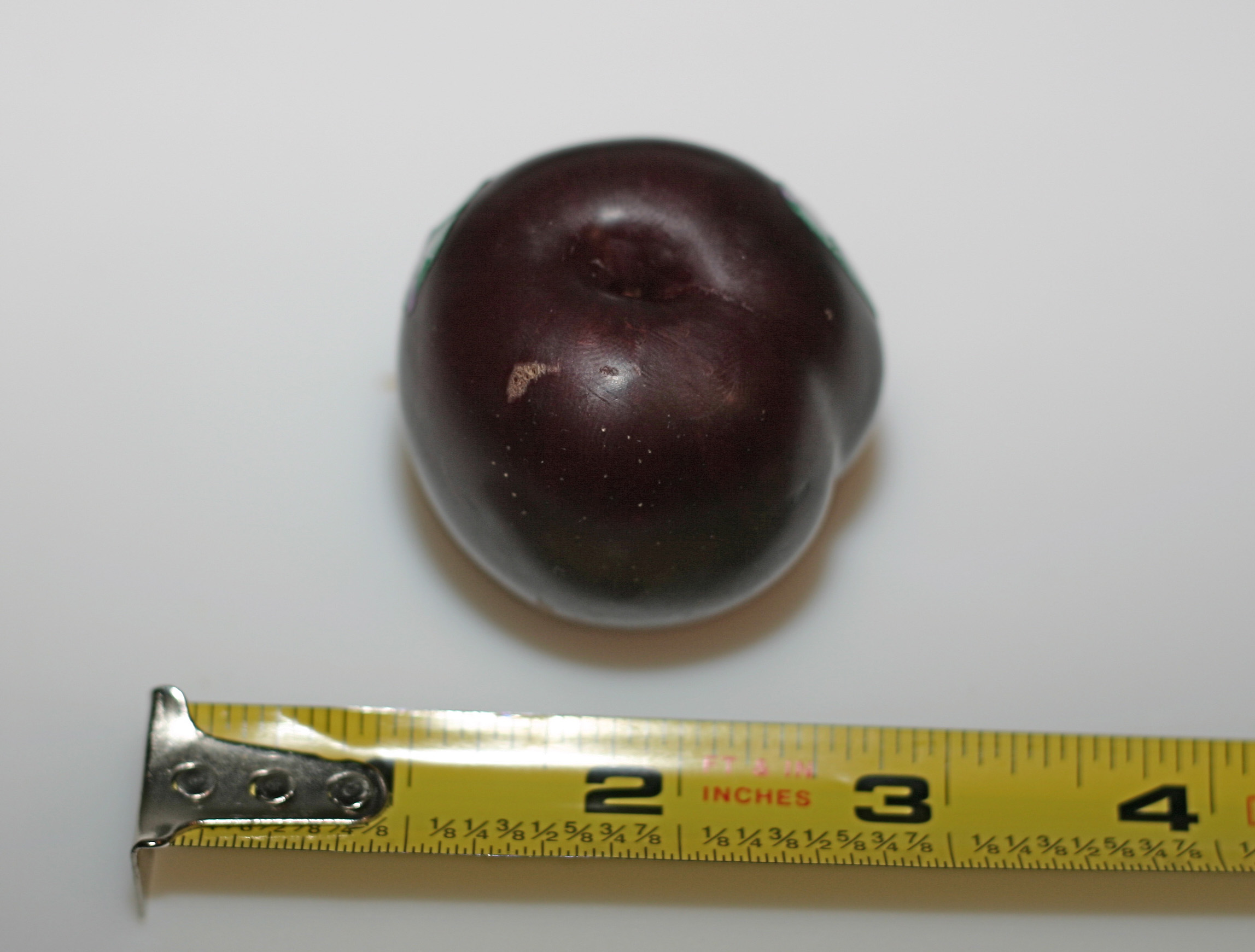
En pluot.

Pluot är en frukt med mycket söt smak och saftigt fruktkött. Den liknar plommonet.
Frukten skapades i slutet av 1900-talet i USA, och är en hybrid mellan plommon och aprikos.